# رود زولوتیتسا
رود زولوتیتسا (انگلیسی: Zolotitsa) یک رودخانه در استان آرخانگلسک کشور روسیه است.